# Boikot
Boikot é uma banda de punk rock de Madrid, capital da Espanha.

## Discografia
- Los Ojos de la Calle, 1990
- Con Perdón de los Payasos, 1992
- Cría Cuervos, 1995
- Tu Condena, 1996
- Ruta del Che - No Mirar, 1997
- Ruta del Che - No Escuchar, 1997
- Ruta del Che - No Callar, 1998
- Historias Directas de Boikot, 2000
- De Espaldas al Mundo, 2002
- Tus Problemas Crecen, 2004
- Amaneció, 2008
- Ni un paso atrás (en directo), 2008
- Lagrimas de Rabia, 2012
- Boikotea (live) 2014